# NGC 1802
NGC 1802 是金牛座的一個星系。由英国天文学家弗里德里希·威廉·赫歇爾于1785年发现。
该星系距太阳系约1300光年，年龄约为4.6亿年，直径约为7.6光年。